# Nagy-kelet-ázsiai Közös Felvirágzás Övezete

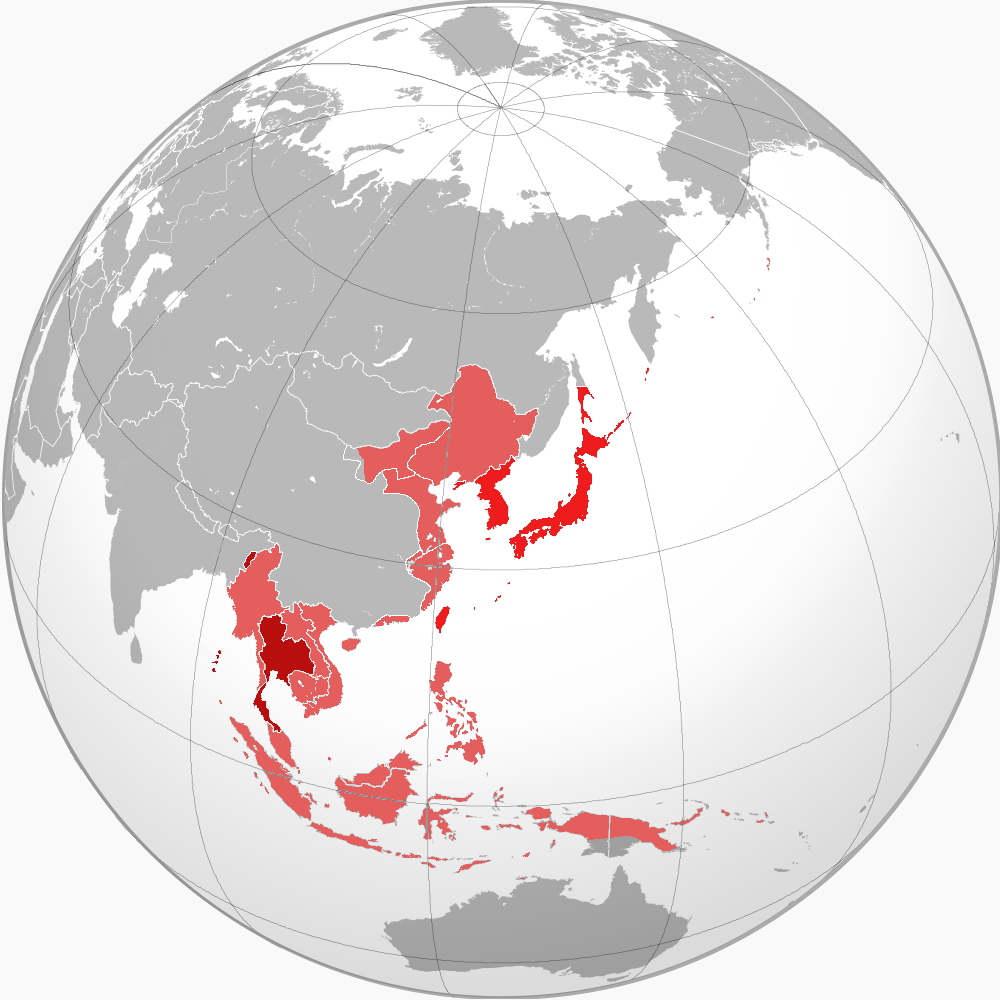
A Nagy-kelet-ázsiai Közös Felvirágzás Övezete

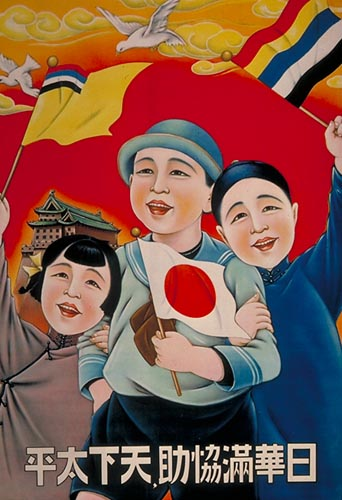
Mandzsukuói (japán) propagandaplakát

A Nagy-kelet-ázsiai Közös Felvirágzás Övezete (大東亜共栄圏, Dai Tóa Kjóeiken) a második világháborús japán expanziót magyarázó szlogen volt (a „japán Monroe-elvnek” is hívták) 1945-ig a nyugati és kommunista befolyástól egyaránt mentes, Japán által irányított harmonikus kelet-ázsiai szféra létrehozására, amely magában foglalta volna Mandzsúriát (Mandzsukuo bábállam), Kínát, Burmát (burmai bábállam) Francia-Indokínát és Holland-Kelet-Indiát. Konoe Fumimaro herceg miniszterelnök hirdette meg 1938-ban, de a mandzsúriai incidens és a kínai–japán háború már ekkor is, Burma, Malajzia, Szingapúr, a Fülöp-szigetek stb. lerohanása pedig később adott keserű ízelítőt az elképzelés valóságtartalmából.

## Kapcsolódó szócikk
- Mandzsúriai japán telepesek